# Левченко Георгій Георгійович
Георгій Георгійович Левченко (14 вересня 1947, село Малий Янісоль Володарського району Донецької (на той час Сталінської) області) — український фізик (доктор фізико-математичних наук) і румейський поет.

## Біографія
1974 року закінчив з відзнакою фізичний факультет Донецького державного університету і вступив до аспірантури при Фізико-технічному інституті АН УРСР. Спеціалізувався в галузі фізики магнітних явищ. 1984 року захистив кандидатську (на тему «Магнитні властивості твердих розчинів NixZn1-xSiF6·6H2O в умовах всебічного стискування»), а 1994 року  докторську дисертацію. Завідувач відділу фазових перетворень Донецького фізико-технічного інституту імені О. О. Галкіна НАНУ.
Вірші починав писати російською мовою (визначається його історична поема «Криміада» про долю його рідного народу), але згодом частково перейшов на румейську. Автор поетичної збірки «Линия жизни» (Донецьк, 2002), до якої увійшли вірші обома мовами.

## Нагороди
Лауреат 2012 року премії НАН України імені Л. В. Шубникова за цикл робіт «Новітні багатофункціональні магнітні матеріали: від макросистем до наноструктур; властивості та застосування» (у співавторстві).

## Джерело
- Кардъако лого. Ана дылин лафы. Слово рідне. Антологія художньої літератури греків Приазов'я: поезія і проза. Донецьк: Донбас, 2005, с. 119-120.
- Календар знаменних і пам'ятних дат Донецької області. 2012 рік [Текст] / Донец. облдержадмін., упр. культури і туризму, Донец. обл. універс. наук. б-ка ім. Н. К. Крупської; уклад. І. В. Гайдишева; ред. Т. С. Литвин; наук. ред. Н. П. Авдєєнко, Н. В. Петренко; відп. за вип. Л. О. Новакова, засл. працівник культури України. — Донецьк: Сх. вид. дім, 2011. — 113 с.

| Ейнштейн | Це незавершена стаття про фізика. Ви можете допомогти проєкту, виправивши або дописавши її. |